# Kolnago Ferante
Kolnago Antuna Ferante, (ur. 11 lipca 1907 w Splicie, zm. 15 maja 1969 w Belgradzie) – chorwacki piłkarz, występujący na pozycji środkowego bądź prawego obrońcy. Ferante był pochodzenia węgierskiego po ojcu, jednak ojciec opuścił małego Kolnago w pierwszych latach życia, dzięki czemu zawodnik został wychowany przez matkę, Chorwatkę.
W karierze najczęściej występował na pozycji środkowego pomocnika, w reprezentacji Jugosławii wystąpił tylko raz, jednak był to jeden z ważniejszych meczów w historii reprezentacja Jugosławii. W reprezentacji zadebiutował, a zarazem swój jedyny występ zaliczył w czasie, kiedy występował w zespole Soko Belgrad - Jugosławia w rozgrywanym 19 maja 1929 w Paryżu meczu przeciwko Francji, wygranym przez Jugosławię 3:1. Do dziś mecz ten jest określany jako jeden z najlepszych w wykonaniu "Białych orłów", a zwycięstwo nad "Trójkolorowymi" jest do dziś jedynym w historii zwycięstwem nad reprezentacją Francji.
Karierę piłkarską rozpoczynał jako młodzik - w latach 1916–1923 występował w zespole Hajduka Split. Później przeniósł się do zespołu HŠK Concordia Zagrzeb, gdzie grał aż do roku 1926, kiedy to przeniósł się do zespołu SK Soko Belgrad. Grał tam aż do roku 1929, kiedy to po występie przeciwko Francuzom, przeszedł do francuskiego zespołu Olympique Marsylia, gdzie występował z innym Jugosłowianinem, Ivicą Bekiem. W roku 1931 przeniósł się do rumuńskiego Rapidu Bukareszt, gdzie w roku 1938 zakończył swoją sportową karierę.
Ferante po powrocie do Jugosławii, zamieszkał w Belgradzie, znalazł pracę jako wysoki urzędnik państwowy w Narodowym Banku Jugosławii. W Belgradzie zmarł 15 maja 1969, w wieku 62 lat.